# 山崎ナオコーラ
山崎 ナオコーラ（やまざき ナオコーラ、英語: yamazaki nao-cola、1978年〈昭和53年〉9月15日 - ）は、日本のエッセイスト、小説家。性別非公表。福岡県北九州市生まれ、埼玉県育ち、東京都在住。國學院大學文学部日本文学科卒業。
卒業論文は、「『源氏物語』浮舟論」。会社員を経て、26歳から作家活動を始める。小説は、芥川賞に5回ノミネートされた他、エッセイ『ミライの源氏物語』が、ドゥマゴ文学賞を受賞した。

## 受賞歴・候補歴
- 2004年、「人のセックスを笑うな」で第41回文藝賞受賞。同作で第132回芥川賞候補。
- 2006年、『浮世でランチ』で第28回野間文芸新人賞候補。
- 2008年、「カツラ美容室別室」で第138回芥川賞候補、『論理と感性は相反しない』で第30回野間文芸新人賞候補。
- 2009年、「手」で第140回芥川賞候補、『男と点と線』で第31回野間文芸新人賞候補。
- 2010年、『この世は二人組ではできあがらない』で第23回三島由紀夫賞候補。
- 2011年、「ニキの屈辱」で第145回芥川賞候補。
- 2013年、『昼田とハッコウ』で第35回野間文芸新人賞候補。
- 2016年、「美しい距離」で第155回芥川賞候補。
- 2017年、『美しい距離』で第23回島清恋愛文学賞受賞[2]。
- 2023年、『ミライの源氏物語』で第33回Bunkamuraドゥマゴ文学賞受賞[3]
- 2024年、『あきらめる』で第41回織田作之助賞候補。

## 人物
作品の心理描写が高く評価されているが、それには少々驚いており「小説は映画と違って、人物が出てきたときにはそれは紙の上でのインクの染みでしかないんですよね。確固たる顔や性格があるわけではなく、あくまでも読者それぞれの自由な想像に委ねられるんです。私はあえて読者の目に思い浮かびやすい人物を書こうとは思わない。だからこそ小説は自由なものだと思うし、小説でしかできないことがあるはずだと思っています」と語っている。人との関わりは不得意なほうであるという。また、エッセイにも定評がある。抱負として「誰にでもわかる言葉で、誰にも書けない文章を書きたい」と語っている。
好きなコーラはダイエットコーラである。

## 作品リスト

### 小説
- 『人のセックスを笑うな』（2004年11月、河出書房新社 / 2006年10月、河出文庫、ISBN 9784309408149）
  - 人のセックスを笑うな（『文藝』2004年冬季号）
  - 虫歯と優しさ（文庫版のみ収録、『西日本新聞』2005年12月5日、13日、19日、26日朝刊）
- 『浮世でランチ』（2006年9月、河出書房新社 / 2009年8月、河出文庫、ISBN 9784309409764 ）
  - 初出:『文藝』2006年夏季号
- 『カツラ美容室別室』（2007年12月、河出書房新社 / 2010年10月、河出文庫、ISBN 9784309018409）
  - 初出:『文藝』2007年秋季号
- 『論理と感性は相反しない』 （2008年3月、講談社 / 2011年6月、講談社文庫、ISBN 9784062769136）
  - 書き下ろし（論理と感性は相反しない、人間が出てこない話、プライベート、芥川、恐怖の脅迫状、架空のバンドバイオグラフィー、素直におごられよう、ブエノスアイレス、秋葉原、化石キャンディー、社長に電話、まったく新しい傘、アパートにさわれない、嘘系図、蜘蛛がお酒に）
- 『長い終わりが始まる』（2008年6月、講談社 / 2011年10月、講談社文庫、ISBN 9784062770705 ）
  - 初出:『群像』2008年2月号
- 『手』（2009年1月、文藝春秋、ISBN 9784163278209 / 『お父さん大好き』に改題 2013年3月、文春文庫）
  - 手（『文學界』2008年12月号）
  - 笑うお姫さま（『よむ花椿』2008年10月号）
  - わけもなく走りたくなる（『M girl 流行通信増刊号』2008年春夏版）
  - お父さん大好き（書き下ろし）
- 『男と点と線』（2009年4月、新潮社 / 2012年2月、新潮文庫、ISBN  9784101383712 ）
  - 慧眼[5]（『文藝』2006年冬季号）
  - スカートのすそをふんで歩く女（『文學界』2009年3月号）
  - 邂逅（『新潮』2008年12月号）
  - 膨張する話（『群像』2006年5月号）
  - 男と点と線（『新潮』2009年3月号）
  - 物語の完結（『新潮』2008年5月号）
- 『ここに消えない会話がある』（2009年7月、集英社）
  - ここに消えない会話がある（『すばる』2009年4月号）
  - ああ、懐かしの肌色クレヨン（『青春と読書』2007年12月号）
  - 『「『ジューシー』ってなんですか？」』（文庫化にあたり改題、2011年11月、集英社文庫、ISBN 9784087467673）
- 『あたしはビー玉』（2009年12月、幻冬舎、ISBN 9784344017603 / 2013年8月、幻冬舎文庫）
  - 初出:『星星峡』2007年9月号 - 2008年3月号、2009年2月号 - 4月号
- 『この世は二人組ではできあがらない』（2010年2月、新潮社 / 2012年12月、新潮文庫、ISBN 9784101383729 ）
  - 初出:『新潮』2009年12月号
- 『ニキの屈辱』（2011年8月、河出書房新社、ISBN 9784309020631 / 2014年6月、河出文庫）
  - 初出:『文藝』2011年夏季号
- 『私の中の男の子』（2012年2月、講談社、ISBN 9784062174589）
  - 初出:『フィガロジャポン』2010年7月号 - 2011年6月号
- 『昼田とハッコウ』（2013年9月、講談社、ISBN 9784062180269 / 上下巻、2015年9月、講談社文庫）
  - 初出：『群像』2010年3月号 - 2012年3月号
- 『ボーイミーツガールの極端なもの』（2015年4月、イースト・プレス、ISBN 9784781612935）
- 『可愛い世の中』（2015年5月、講談社、ISBN 9784062194976）
- 『反人生』（2015年8月、集英社、ISBN 9784087716221）
- 『ネンレイズム/開かれた食器棚』（2015年10月、河出書房新社、ISBN 9784309024165）
- 『美しい距離』（2016年11月、文藝春秋、/ 2020年1月、文春文庫 ISBN 9784167914264）
  - 初出：『文學界』2016年3月号
- 『偽姉妹』（2018年6月、中央公論新社、ISBN 9784120050909）
  - 『ニセ姉妹』（文庫化にあたり改題、2022年2月、中公文庫、ISBN 9784122071728）
- 『趣味で腹いっぱい』（2019年2月、河出書房新社、ISBN 9784309027784）
  - 『鞠子はすてきな役立たず』（文庫化にあたり改題、2021年8月、河出文庫、ISBN 9784309418353）
- 『リボンの男』（2019年12月、河出書房新社、ISBN 9784309028521）
  - 初出:『文藝』2019年秋季号
- 『肉体のジェンダーを笑うな』（2020年11月、集英社、ISBN 9784087717327）
  - 父乳の夢（『すばる』2017年3月号）
  - 笑顔と筋肉ロボット（『すばる』2020年11月号）
  - キラキラPMS(または、波乗り太郎)(『すばる』2020年8月号）
  - 顔が財布（『東京中日新聞』2020年8月22日）
- 『あきらめる』（2024年3月、小学館、ISBN 978-4093801294 ）

### アンソロジー収録作品
- 「電車を乗り継いで大人になりました」（『恋のかけら』2008年8月 幻冬舎、2012年2月 幻冬舎文庫、ISBN 9784344418172 ）
- 「私の人生は56億7000万年」（『29歳』2008年11月、日本経済新聞出版社/ 2012年12月、新潮文庫、ISBN 9784101285733）
- 「あたしはヤクザになりたい」（『小説の家』2016年7月、新潮社、ISBN 9784103540502）
- 「正直な子ども」（『短編少年』2017年5月、集英社、ISBN 9784087455892）
- 「喋らないヒロイン」（『鬱の本』2023年12月、点滅社、ISBN  9784991271939）

### 単行本未収録作品
- 「最後のストロー」（『文學界』2019年1月号、文藝春秋）
- 「すべてが友情」（『文藝』2025年春季号・夏季号、河出書房新社）

### エッセイ集
- 『指先からソーダ』（2007年7月、朝日新聞社/2010年8月、河出文庫、ISBN 9784309410357）
- 『男友だちを作ろう』（2011年6月、筑摩書房、ISBN 9784480815101）
- 『太陽がもったいない』（2014年7月、筑摩書房、ISBN 9784480815217）
  - 改題『ベランダ園芸で考えたこと』（2019年5月、ちくま文庫、ISBN 9784480435941）
- 『かわいい夫』（2015年12月、夏葉社、ISBN 9784904816189）
- 『母ではなくて、親になる』（2017年6月、河出書房新社、ISBN 9784309025803）
- 『文豪お墓まいり記』（2019年2月、文藝春秋、ISBN 9784163909707）
  - 初出：『文學界』2015年- 2017年
- 『ブスの自信の持ち方』（2019年7月、誠文堂新光社、ISBN 9784416519561）
- 『むしろ、考える家事』（2021年3月、KADOKAWA）
- 『ミルクとコロナ』（白岩玄との共著）（2021年10月、河出書房新社、ISBN 9784309030005）
- 『ミライの源氏物語』（2023年3月、淡交社、ISBN 9784473045485）

### 絵本
- 『かわいいおとうさん』（イラスト ささめやゆき）（2017年10月、こぐま社、ISBN 9784772102377 [注 1]）